# Bahgie Bertona
Bahgie Bertona is een bestuurslaag in het regentschap Bener Meriah van de provincie Atjeh, Indonesië. Bahgie Bertona telt 1189 inwoners (volkstelling 2010).